# Цур-Милен, Андрей Андреевич
Андрей Андреевич фон Цур-Милен (нем. Heinrich Ferdinand von zur Mühlen; 1794 — 1864) — российский генерал-лейтенант, начальник инженеров Гвардейского и Гренадерского корпусов.

## Биография
Сын купца города Ревеля, родился 18 (29) сентября 1794 года.
Записанный в 1806 г. во 2-й Пионерный полк, Цур-Милен вступил в 1810 г. в действительную службу и произведён в том же году в подпоручики. В 1810—1828 гг. он состоял в комплекте разных пионерных полков и батальонов.
В Отечественную войну 1812 года он принимал участие в отражении неприятеля от крепости Динабурга 1—3 июня 1812 г., причём командовал тремя полевыми орудиями, а 6 августа того же года, при наведении моста через реку Двину, близ мызы Репяны, находился под сильным ружейным огнём.

В 1813 г. он был произведён в поручики, в 1818 г. — в штабс-капитаны, в 1820 г. — в капитаны и в 1826 г. — в подполковники. 
 В 1828 г. Цур-Милен переведён был в Учебный сапёрный батальон и в том же году откомандирован для сформирования временного резервного пионерного (впоследствии 2-го резервного сапёрного) батальона, которым и командовал по 1842 г.
В 1833 г. произведён в полковники, в 1842 г. командирован в Образцовый пехотный полк, в том же году назначен командиром 1-го резервного сапёрного батальона и 7 февраля 1843 г. — командиром лейб-гвардии Сапёрного батальона.
Произведённый 8 сентября 1843 г. в генерал-майоры, Цур-Милен 1 января 1847 года был назначен исполняющим дела начальника инженеров гвардейского и гренадерского корпусов, в каковой должности утверждён 6 декабря 1850 года.
26 ноября 1852 г. он был произведён в генерал-лейтенанты и во время Крымской войны находился в составе войск, охранявших побережье Финского залива в Санкт-Петербургской губернии и занимался обустройством береговых батарей в устье Невы. С 1856 года — начальник инженеров Отдельного Гвардейского корпуса.
29 июня 1863 года Цур-Милен был отчислен от должности и зачислен в запасные войска.
Умер 19 (31) мая 1864 года (из списков исключён 4 июня) в Гатчине, похоронен в Александро-Невской лавре.

## Награды
- Орден Св. Анны 2-й ст. (1830, императорская корона к ордену в 1835)
- Орден Св. Станислава 3-й (2-й) степени (1837, императорская корона к ордену в 1841)
- Орден Св. Георгия 4-й ст. (29 ноября 1837) за беспорочную выслугу 25 лет в офицерских чинах (№ 5543 по кавалерскому списку Григоровича — Степанова)
- Орден Св. Владимира 3-й ст. (1845)
- Орден Св. Станислава 1-й ст. (1847)
- Орден Св. Анны 1-й ст. (1849)
- Орден Св. Владимира 2-й ст. (1856)
- Орден Белого орла (1857)
- Знак отличия беспорочной службы за L лет (22 августа 1862)